# Смужник рудоспинний
Сму́жник рудоспинний (Ptiloprora guisei) — вид горобцеподібних птахів родини медолюбових (Meliphagidae). Ендемік Папуа Нової Гвінеї. Вид названий на честь Джона Гіза, першого генерал-губернатора Папуа Нової Гвінеї.

## Поширення і екологія
Рудоспинні смужники живуть у гірських тропічних лісах Папуа Нової Гвінеї на висоті від 1800 до 3500 м над рівнем моря.